# Психологическая совместимость
Психологическая совместимость — характеристика длительного взаимодействия между двумя и более индивидами, при котором проявления свойственных данным индивидам устойчивых черт характера не приводят к длительным и неразрешимым без внешнего вмешательства противоречиям.

## Теории, гипотезы и их эмпирическая проверка
Хотя понятие используется в психологической, а особенно часто — в популярной околопсихологической литературе, до настоящего времени общей теории психологической совместимости не создано, тем не менее исследования в этом направлении ведутся. Известны опросник межличностной совместимости Т. Лири, трёхфакторная гипотеза психологической совместимости У. Шутца (а также созданный на её основе опросник FIRO-B), гипотеза Г. Ю. Айзенка о совместимости темпераментов, гипотеза Р. Л. Акоффа и Ф. Э. Эмери о совместимости установок, методика ДМО (диагностика межличностных отношений) Л. Н. Собчик и др.

## Проблемы
Среди ключевых проблем, связанных с созданием теории психологической совместимости, можно отметить следующие:
- отсутствие общепризнанных критериев объективного измерения совместимости;
- нередкая подмена понятия «совместимости» понятием «сходства», что не есть одно и то же;
- неопределённость статуса (то ли социальная психология, то ли психология личности);
- распад общей проблемы совместимости на частные проблемы: совместимость как предпочтение сексуального партнёра, семейного партнёра, совместимость в деле, дружбе и др.;
- остаётся также открытым вопрос, существуют ли «более совместимые» или «менее совместимые» психологические типы или черты характера.

## Генетика и выбор сексуального партнёра
Ряд независимых исследований 1970—1990-х гг. показали, что на выбор сексуального партнёра влияет главный комплекс гистосовместимости. Эксперименты, проведенные первоначально на мышах и рыбах, затем на добровольных участниках-людях, показали, что женщины имели склонность выбирать партнёров с ГКГ, отличным от собственного, однако их выбор менялся на противоположный в случае использования гормональных оральных контрацептивов — в этом случае женщины скорее выбирали партнёра с подобным ГКГ.